# گالیستئو (نیومکزیکو)
گالیستئو، نیومکزیکو (به انگلیسی: Galisteo) یک منطقهٔ مسکونی در ایالات متحده آمریکا است که در شهرستان سنتافه، نیومکزیکو واقع شده‌است. گالیستئو ۶٫۸ کیلومتر مربع مساحت و ۲۶۵ نفر جمعیت دارد و ۱٬۸۴۶ متر بالاتر از سطح دریا واقع شده‌است.